# Церковь Рождества Богородицы (Плиса)
Це́рковь Рождества́ Богоро́дицы (бел. Царква Радства Багародзіцы) — деревянный православный храм в деревне Плиса Смолевичского района Минской области, памятник архитектуры модерна.

## История
Церковь расположена на сельском кладбище. Была построена в 1905 году из дерева, вместо утраченного храма, который упоминается 1880 годом. Явлалась приписной церковью к смолевичской Свято-Николаевской церкви. В конце XX века была проведена реконструкция церкви.

## Архитектура
Памятник архитектуры стиля модерн. Представлена продольно-осевой трёхзрубной композицией с двускатными разновеликими ступенями нарастающими к центру крышами крыльца, притвора, молитвенного зала, апсиды. Архитектурный эффект здания достигается динамическим и ритмическим нарастанием к центру композиции треугольных фронтонов двускатных крыш. Доминирует центральный сруб, вильчак крыши которого по центру завершен четвериковой шатровой башенкой. Горизонтально обшитые стены прорезаны прямоугольными оконными проемами. Перед храмом поставлена башнеобразная четырехгранная колокольня под шатровым покрытием.